# Cache (Oklahoma)
Cache – miasto w stanie Oklahoma, w hrabstwie Comanche.